# Сент-Андре-сюр-Орн
Сент-Андре́-сюр-Орн (фр. Saint-André-sur-Orne) — коммуна во Франции, находится в регионе Нижняя Нормандия. Департамент коммуны — Кальвадос. Входит в состав кантона Бургебюс. Округ коммуны — Кан.
Код INSEE коммуны — 14556.

## Население
Население коммуны на 2010 год составляло 1904 человека.
| 1946 | 1962 | 1968 | 1975 | 1982 | 1990 | 1999 | 2010 |
| ---- | ---- | ---- | ---- | ---- | ---- | ---- | ---- |
| 442  | 905  | 1044 | 1156 | 1242 | 1310 | 1606 | 1904 |

## Экономика
В 2010 году среди 1248 человек трудоспособного возраста (15—64 лет) 895 были экономически активными, 353 — неактивными (показатель активности — 71,7 %, в 1999 году было 69,3 %). Из 895 активных жителей работали 814 человек (417 мужчин и 397 женщин), безработных было 81 (45 мужчин и 36 женщин). Среди 353 неактивных 138 человек были учениками или студентами, 104 — пенсионерами, 111 были неактивными по другим причинам.